# 李西屏
李西屏（1888年—1960年），湖北黄冈人，中华人民共和国政治人物。
担任湖北省商业厅副厅长，湖北省政协副主席。1954年，当选第一届全国人民代表大会代表。